# بولوني سور مير
بولوني سور مير (بالفرنسية: Boulogne-sur-Mer)‏ هي مدينة في شمال فرنسا. هي ولاية فرعية من إقليم با دو كاليه. بلغ تعداد سكان المدينة 44,859 نسمة في تعداد عام 1999، في حين كان تعداد سكان المنطقة الحضرية كاملة 135,116 نسمة.

## المناخ
يظهر الجدول التالي التغييرات المناخية على مدار السنة لبولوني سور مير:
| البيانات المناخية لـبولوني سور مير                            | البيانات المناخية لـبولوني سور مير | البيانات المناخية لـبولوني سور مير | البيانات المناخية لـبولوني سور مير | البيانات المناخية لـبولوني سور مير | البيانات المناخية لـبولوني سور مير | البيانات المناخية لـبولوني سور مير | البيانات المناخية لـبولوني سور مير | البيانات المناخية لـبولوني سور مير | البيانات المناخية لـبولوني سور مير | البيانات المناخية لـبولوني سور مير | البيانات المناخية لـبولوني سور مير | البيانات المناخية لـبولوني سور مير | البيانات المناخية لـبولوني سور مير |
| الشهر                                                         | يناير                              | فبراير                             | مارس                               | أبريل                              | مايو                               | يونيو                              | يوليو                              | أغسطس                              | سبتمبر                             | أكتوبر                             | نوفمبر                             | ديسمبر                             | المعدل السنوي                      |
| ------------------------------------------------------------- | ---------------------------------- | ---------------------------------- | ---------------------------------- | ---------------------------------- | ---------------------------------- | ---------------------------------- | ---------------------------------- | ---------------------------------- | ---------------------------------- | ---------------------------------- | ---------------------------------- | ---------------------------------- | ---------------------------------- |
| الدرجة القصوى °م (°ف)                                         | 15.0 (59.0)                        | 18.9 (66.0)                        | 22.7 (72.9)                        | 26.0 (78.8)                        | 31.2 (88.2)                        | 33.3 (91.9)                        | 36.4 (97.5)                        | 34.8 (94.6)                        | 31.5 (88.7)                        | 27.2 (81.0)                        | 19.1 (66.4)                        | 17.2 (63.0)                        | 36.4 (97.5)                        |
| متوسط درجة الحرارة الكبرى °م (°ف)                             | 6.8 (44.2)                         | 6.9 (44.4)                         | 9.3 (48.7)                         | 12.0 (53.6)                        | 15.4 (59.7)                        | 17.7 (63.9)                        | 20.1 (68.2)                        | 20.5 (68.9)                        | 18.3 (64.9)                        | 14.8 (58.6)                        | 10.5 (50.9)                        | 7.5 (45.5)                         | 13.4 (56.1)                        |
| متوسط درجة الحرارة الصغرى °م (°ف)                             | 2.9 (37.2)                         | 2.7 (36.9)                         | 4.6 (40.3)                         | 6.3 (43.3)                         | 9.5 (49.1)                         | 12.1 (53.8)                        | 14.4 (57.9)                        | 14.9 (58.8)                        | 13.0 (55.4)                        | 10.0 (50.0)                        | 6.3 (43.3)                         | 3.5 (38.3)                         | 8.4 (47.1)                         |
| أدنى درجة حرارة °م (°ف)                                       | −13.4 (7.9)                        | −13.6 (7.5)                        | −7.8 (18.0)                        | −2.0 (28.4)                        | 1.6 (34.9)                         | 4.0 (39.2)                         | 8.0 (46.4)                         | 9.0 (48.2)                         | 5.8 (42.4)                         | −1.0 (30.2)                        | −5.6 (21.9)                        | −9.6 (14.7)                        | −13.6 (7.5)                        |
| الهطول مم (إنش)                                               | 67.9 (2.67)                        | 46.7 (1.84)                        | 53.3 (2.10)                        | 51.4 (2.02)                        | 55.8 (2.20)                        | 50.7 (2.00)                        | 53.5 (2.11)                        | 50.9 (2.00)                        | 68.8 (2.71)                        | 94.5 (3.72)                        | 97.0 (3.82)                        | 87.4 (3.44)                        | 777.9 (30.63)                      |
| متوسط أيام هطول الأمطار                                       | 13.0                               | 9.5                                | 10.3                               | 9.4                                | 9.3                                | 8.5                                | 8.3                                | 7.9                                | 10.2                               | 12.7                               | 13.3                               | 12.9                               | 125.3                              |
| متوسط الأيام المثلجة                                          | 3.4                                | 3.3                                | 2.4                                | 0.8                                | 0.0                                | 0.0                                | 0.0                                | 0.0                                | 0.0                                | 0.0                                | 1.0                                | 1.8                                | 12.7                               |
| متوسط الرطوبة النسبية (%)                                     | 87                                 | 85                                 | 84                                 | 81                                 | 81                                 | 81                                 | 82                                 | 81                                 | 82                                 | 83                                 | 85                                 | 87                                 | 83.3                               |
| المصدر #1: Météo France                                       |                                    |                                    |                                    |                                    |                                    |                                    |                                    |                                    |                                    |                                    |                                    |                                    |                                    |
| المصدر #2: Infoclimat.fr (humidity and snowy days, 1961–1990) |                                    |                                    |                                    |                                    |                                    |                                    |                                    |                                    |                                    |                                    |                                    |                                    |                                    |

## توأمة
لبولوني سور مير اتفاقيات توأمة مع كل من:
- كونستانتسا
- فولكستون [الإنجليزية]‏
- لابلاتا
- تسفايبروكن
- آسفي

## أعلام
- إيدا، كونتيسة بولوني
- جودفري
- رينو، كونت دامارتين
- خوسيه دي سان مارتين
- فيليب غيلبرت هاميرتون
- جون ماكريه
- فرانك ريبيري
- ماتيلدا الثانية